# Procopio Bonifacio
Procopio Bonifacio y de Castro(ca. 1870 - 10 de maio de 1897) foi um político e revolucionário filipino. Membro do Katipunan, era irmão de Andrés Bonifácio. 
Procopio lutou contra os espanhóis. Com Andrés Bonifacio, Tirona Candido, Jacinto Emilio e Valenzuela Pio, fundou o Council of the Ancient Assignment, em Kawit, Cavite.
Foi morto com seu irmão pelo pessoal de Emilio Aguinaldo.